# Beautiful Song
«Beautiful Song» — пісня латвійської співачки Анмарі, з якою вона представляла Латвію на пісенному конкурсі Євробачення 2012 в Баку. За результатами першого півфіналу, який відбувся 22 травня 2012 року, композиція не пройшла до фіналу.